# Edgar Emiro Fajardo
Edgar Emiro Fajardo Ramos (Colombia, siglo XX - Soacha, 1 de septiembre de 2006) fue un economista y docente colombiano.

## Biografía
Miembro del Partido Comunista Colombiano. Economista y magíster en Filosofía, fue profesor de la Universidad Cooperativa de Colombia y en otras universidades. Su hermano Nelson Raúl Fajardo Ramos también fue docente de la Universidad Distrital.

## Asesinato
El 1 de septiembre de 2006, sobre las 3:30 a. m.. recibió 3 disparos en su residencia en el conjunto residencial San Ignacio, en el barrio San Mateo, de Soacha. Por su asesinato fue organizada una marcha de protesta hasta el Cementerio Central de Bogotá, su hermano acusó a paramilitares ser responsables del asesinato.Además de ser rechazado por el entonces rector de la Universidad Pedagógica Nacional.